# Limnonectes nguyenorum
Limnonectes nguyenorum là một loài ếch nhái trong chi Limnonectes được phát hiện ở huyện Vị Xuyên, tỉnh Hà Giang, Việt Nam từ những năm 2000, công bố trên tạp chí Zootaxa ngày 15/4/2015. Loài này đã từng bị nhận là một loài Limnonectes kuhlii đã được nghiên cứu từ năm 1838.

## Phát hiện và đặt tên
Tên loài "nguyenorum" được đặt theo họ chung của 2 nhà nghiên cứu Nguyễn Quảng Trường (Viện Sinh thái và Tài nguyên sinh vật) và Nguyễn Thiên Tạo (Bảo tàng Thiên nhiên Việt Nam), nhằm vinh danh công lao của họ trong nghiên cứu bò sát và đa dạng sinh học. Những mẫu vật đầu tiên được Nguyễn Quảng Trường và Raoul Bain thu thập được tại Vị Xuyên năm 2000 và được lưu trữ tại Bảo tàng Lịch sử Tự nhiên Hoa Kỳ và Viện Sinh thái và Tài nguyên sinh vật Việt Nam.

## Phân bổ
Loài Limnonectes nguyenorum hiện (2015) mới chỉ được quan sát thấy ở tỉnh Hà Giang, Việt Nam.